# Дрвенија мост
Дрвенија мост у Сарајеву је саграђен за вријеме аустроугарске владавине 1898. године да спаја обале ријеке Миљацке. У близини моста на лијевој обали се налазила Војна команда и Прва гимназија на десној. Како је мост често плавила набујала Миљацка, 80их година је дрвена конструкција моста замјењена бетонском, а дрвена ограда је сачувана. Мост је обновљен након рата 1995. године.
Осим ове Дрвеније у Сарајеву су за вријеме Османског царства и други мостова носили назив Дрвенија. То су:
- Дрвенија мост на Бентбаши, који је служио за вађење доплављеног дрвета и грађе у Сарајево,
- Хаџи-Бешлијина дрвенија, између Шехерћехајине и Цареве ћуприје,
- и други дрвени мостови на Миљацки и на њеним притокама.